# Mesón de Erosa
Mesón de Erosa (llamado oficialmente Mesón de Herosa) es un caserío español situado en la parroquia de Pentes, del municipio de La Gudiña, en la provincia de Orense, Galicia.

## Demografía
| Gráfica de evolución demográfica de Mesón de Erosa entre 2000 y 2022 |
|                                                                      |
| Datos según el nomenclátor publicado por el INE.                     |